# Fabio Brandi Torres
Fabio Brandi Torres (São Paulo, 5 de julho de 1969), é um escritor, dramaturgo, roteirista, tradutor, produtor e diretor teatral brasileiro. Seus textos já foram apresentados em Portugal, Espanha, Estados Unidos, Alemanha e Cabo Verde, e encenados por Isser Korik (Revistando, Grandes Pequeninos e A Pequena Sereia), Iacov Hillel (Prepare seu Coração e Tutto Nel Mondo è Burla), Val Pires (Medida por Medida), Marcelo Várzea (Michel III), Caco Ciocler (Vão Livre), André Garolli (Trama da Paixão e O Mata-Burro), William Gavião (Respeitável Público? e Macbeth) e Rosi Campos (Se Casamento Fosse Bom...).

## Carreira
Em 2001, junto com Helena Ritto, fundou a companhia teatral Prosa dos Ventos com que trabalha com espetáculos teatrais e contações de histórias para o público infanto-juvenil. A Matéria dos Sonhos, com texto e direção de Fabio Brandi Torres, recebeu 5 indicações ao prêmio Coca-Cola FEMSA em 2004.
Em 2003, participou da oficina de Dramaturgia coordenada pelo Royal Court Theatre, de Londres. 
Em 2005, fundou a Cia. dos Dramaturgos, participando também das companhias Centro de Dramaturgia Contemporânea (CDC) e Teatro Reactor, de Matosinhos, Portugal.
Em 2012, participou do projeto Capitanias Dramatúrgicas, uma residência dramatúrgica em Coimbra.
Em 2015, participou do MarDrama, semana de dramaturgia no Mindelo, Cabo Verde, evento criado por João Branco. No mesmo ano, seu texto Da Natureza de Fronhas e Lençóis foi traduzido para o espanhol e lido em Barcelona, pelo Teatre Dels Argonautes.
Em 2019, participou da Primeira Residência Dramatúrgica de Matosinhos, com dramaturgos de Portugal, Espanha e Cabo Verde.
Em 2022, foi um dos roteiristas do humorístico Nóis na Firma, na Band.

## Filmografia

### Televisão
| Ano  | Título             | Função     | Notas          | Emissora   | Ref.   |
| ---- | ------------------ | ---------- | -------------- | ---------- | ------ |
| 2004 | Seus Olhos         | Roteirista | Novela         | SBT        | [ 13 ] |
| 2006 | Paixões Proibidas  | Roteirista | Novela         | Band e RTP | [ 13 ] |
| 2010 | Ciranda das Flores | Roteirista | Especial de TV | TV Cultura | [ 13 ] |
| 2015 | PartiuShopping     | Roteirista | Sitcom         | Multishow  | [ 14 ] |
| 2018 | Inezita            | Roteirista | Especial de TV | TV Cultura | [ 15 ] |
| 2022 | Nóis na Firma''    | Roteirista | Humorístico    | Band       |        |

### Curtas
| Ano  | Título                     | Função     | Notas      | Produtora           | Ref.   |
| ---- | -------------------------- | ---------- | ---------- | ------------------- | ------ |
| 2020 | É o Isolamento Falando     | Roteirista | 6 minutos  | 157 Elefante Movies | [ 13 ] |
| 2021 | Minha Lista Para o Tsunami | Roteirista | 3 minutos  | 157 Elefante Movies | [ 13 ] |
| 2021 | Fora do Aquário            | Roteirista | 21 minutos | Cinemanegro         | [ 13 ] |
| 2021 | Entrevista Compulsória     | Roteirista | 23 minutos | 157 Elefante Movies | [ 13 ] |
| 2022 | Dois Elefantes             | Roteirista | 20 minutos | 157 Elefante Movies | [ 13 ] |
| 2023 | Meu Primeiro Voo           | Roteirista | 9 minutos  | 157 Elefante Movies |        |

Longas / Documentários
| Ano  | Título        | Função     | Notas      | Diretor          | Ref. |
| ---- | ------------- | ---------- | ---------- | ---------------- | ---- |
| 2018 | Inezita       | Roteirista | 85 minutos | Helio Goldsztejn | 24   |
| 2022 | 22 em XXI     | Roteirista | 86 minutos | Helio Goldsztejn | 25   |
| 2023 | Santa Cecília | Roteirista | 80 minutos | Francisco Santos |      |

## Prêmios

### Teatro
| Ano  | Prêmio                         | Categoria  | Peça                 | Resultado | Ref.                 |
| ---- | ------------------------------ | ---------- | -------------------- | --------- | -------------------- |
| 2000 | Festival Curta Teatro do SESI  | Autor      | Subindo!             | Venceu    | [ 16 ]               |
| 2002 | Festival Curta Teatro do SESI  | Autor      | 2X2                  | Venceu    | [ 16 ]               |
| 2004 | Prêmio Coca-Cola FEMSA         | Dramaturgo | A Matéria dos Sonhos | Indicado  | [ 17 ]               |
| 2005 | Prêmio Shell                   | Dramaturgo | O Mata-Burro         | Indicado  | [ 18 ]               |
| 2009 | Prêmio Coca-Cola FEMSA         | Dramaturgo | Ciranda das Flores   | Indicado  | [ 19 ]               |
| 2013 | Prêmio Coca-Cola FEMSA         | Dramaturgo | Pandolfo Bereba      | Indicado  | [ 20 ]               |
| 2019 | I Prêmio de Humor de São Paulo | Dramaturgo | Michel III           | Indicado  | [ 21 ] [ 22 ] [ 23 ] |